# Église Saint-Martin de Varsovie
Pour les articles homonymes, voir Église Saint-Martin.
L'église Saint-Martin (en polonais Kościół św. Marcina) est une église catholique située ulica Piwna (pl) dans la Vieille ville de Varsovie, arrondissement de Śródmieście.

## Sources
- (pl) Cet article est partiellement ou en totalité issu de l’article de Wikipédia en polonais intitulé « Kościół św. Marcina w Warszawie » (voir la liste des auteurs).

- (en) Cet article est partiellement ou en totalité issu de l’article de Wikipédia en anglais intitulé « St. Martin's Church, Warsaw » (voir la liste des auteurs).